# مصيدة التقدم

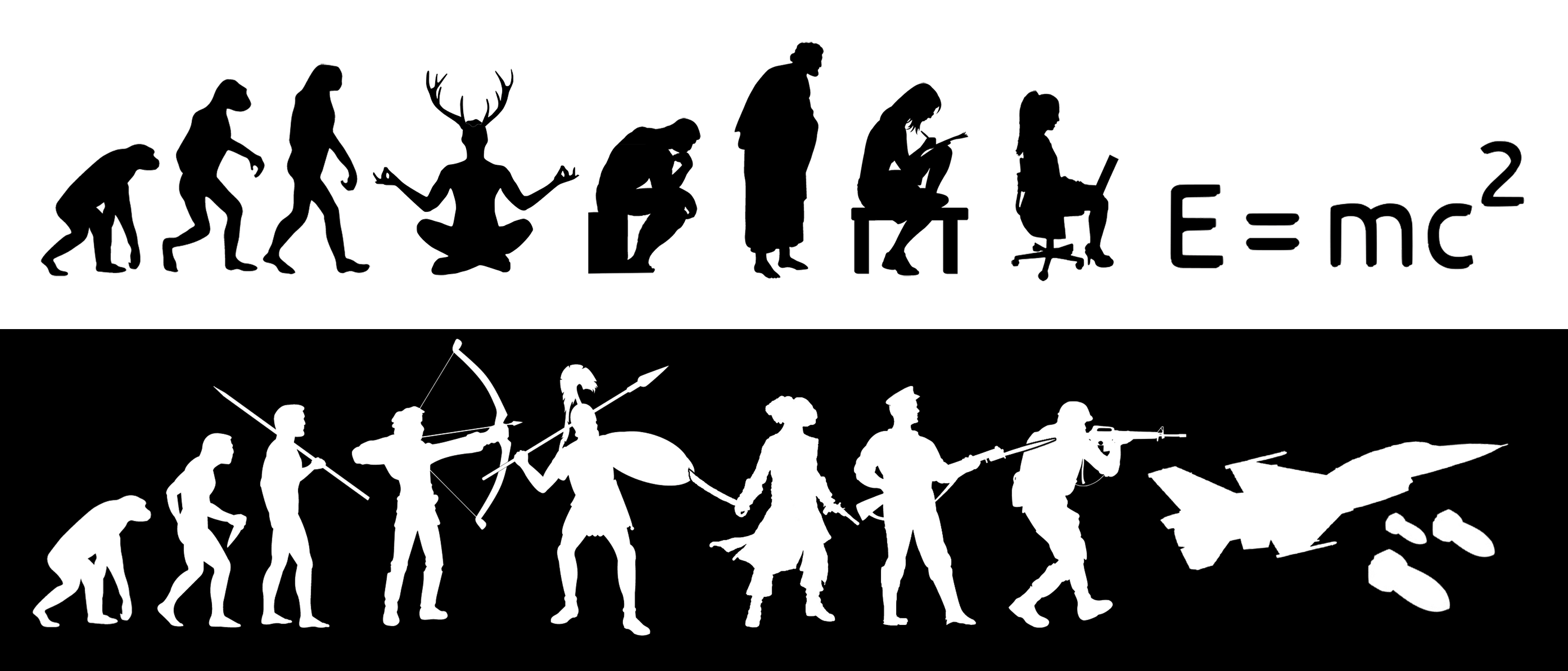
صورة توضح جانبان من التقدم

مصيدة التقدم هي حالة تعاني منها المجتمعات أثناء سعيها للتقدم من خلال الابتكار الإنساني. حيث يقومون بشكل غير مقصود بخلق مشكلات لا يمتلكون الموارد المناسبة أو الإرادة السياسية لحلها وذلك خوفاً من الخسائر على المدى القريب في المكانة أو الاستقرار أو جودة الحياة.{١} الأمر الذي بدوره يمنع إي ارتقاء إضافي وفي بعض الأحيان قد يؤدي إلى الانهيار المجتمعي.
يبدو أن المتلازمة قد تم وصفها من قبل والتر فان كريمر في سلسلة مقالاته عام ١٩٨٩ {٢} تحت عنوان عنوان فورتشرتزفول ميدزن (الطب المتقدم). المصطلح المستحدث «مصيدة التقدم» تم تقديمه بشكل منفصل عام ١٩٩٠ من قبل دانيال ب. أوليري في دراسته حول السمات السلوكية لهذه الحالة والتي كانت بعنوان: مصيدة التقدم- العلم والإنسانية والبيئة. {٣}
تلقى المصطلح لاحقاً الكثير من الاهتمام عقب صدور كتاب المؤرخ والروائي رونالد رايت عام ٢٠٠٤ وسلسلة محاضرات ماسي بعنوان التاريخ القصير للتقدم والتي وصل فيها إلى حد رسم فيها تاريخ العالم كمصائد متعاقبة للتقدم. تلقت الفكرة المزيد من الاعتراف عند صدور الفيلم الوثائقي المستوحى من كتاب رايت بعنوان البقاء على قيد الحياة أثناء التقدم والذي تم دعمه من قبل مارتن سكورسيزي.

## نظرة عامة
على الرغم من أن الفكرة ليست بجديدة ولكن رايت يعرّف المشكلة على أنها ذات مقياس وإرادة سياسية. على حسب رأيه، فإن الخطأ يكمن في استغلال ما يبدو أنه يسير بشكلٍ جيد على مقياس صغير واستخدامه على مقياس كبير، الأمر الذي يؤدي إلى استنزاف المصادر الطبيعية ويتسبب بالتدهور البيئي. كما أن التطبيق على مقياس كبير يميل إلى أن يخضع تضاؤل العائدات. عندما تصبح النتائج مثل الزيادة في عدد السكان وعوامل الحت والتعرية وانبعاثات غازات الاحتباس الحراري وغيرها ظاهرة، فإن ذلك سيؤدي إلى عدم استقرار المجتمع.  
في مصيدة التقدم، يرفض أولئك الذين يشغلون مناصب ذات سلطة القيام بالتغييرات اللازمة للنجاة في المستقبل. لفعل ذلك فإنهم بحاجة للتضحية بقوتهم السياسية ومكانتهم الحالية في أعلى التدرج الهرمي. قد لا يستطيعون، وإن حاولوا، حشد الدعم الشعبي ولا الموارد الاقتصادية اللازمة. تعد إزالة الغابات وعوامل الحت والتعرية في اليونان القديمة مثالا على هذا الأخير.  
يمكن لإيجاد مصادر طبيعية جديدة إرجاء الأمر. يعد الاكتشاف والاستغلال الأوروبي «للعالم الجديد» مثالاً على ذلك، ولكن على ما يبدو فإنه لا يوجد احتمالية لتكراره اليوم. لقد غطت الحضارات العالمية الحالية وجه الكوكب لدرجة لم يعد هنالك معها أي مصادر جديدة تلوح في الأفق. رايت يستنتج أنه إذا لم يتم تفادي الموقف بأي شكل آخر فإن الانهيار إذا ما أتى أو عندما يأتي فأنه سيكون على مستوى عالمي. إن الأزمة الإقتصادية الحالية وأزمة السكان والتغير المناخي العالمي هي إحدى الأعراض التي تميز استقلالية الاقتصادات والأنظمة البيئة الوطنية.
تمتلك المشكلة جذوراً تاريخية ترجع على الأرجح إلى نشأة الحياة على الأرض قبل ٣.٨ بليون سنة. في أوائل العصر الجليدي، أدى تطور أساليب الصيد في المناطق الأكثر عرضة للخطر إلى انقراض العديد من أصناف الفرائس، الأمر الذي أدى إلى بقاء السكان ذوي العدد المتضخم بدون إمداد غذائي كافي. حتى أن الحل البديل الوحيد والواضح، ألا وهو الزراعة، أُثبِتَ أنه مصيدة تطور أخرى. إن التمليح وإزالة الغابات وعوامل الحت والتعرية والزحف العمراني أدت إلى انتشار الأمراض وسوء التغذية وغيرها ولهذا السبب أضحت الأعمار أقصر. {بحاجة إلى مصدر}
تقريباً أي نطاق تكنولوجي يمكن أن يثبت أنه مصيدة تقدم، كما في مثال الأدوية، وذلك من خلال استجابتها الغير كافية وتمكينها لتراجع في الممارسات الزراعية ذات الكثافة العالية (على سبيل المثال الزراعة الصناعية). يستعمل رايت تكنولوجيا الأسلحة بشكل تدريجي للوصول لشرح مفهوم التهديد بالدمار النووي الشامل.  في النهاية، يسعى رايت جاهداً للمعارضة على الأقل على قبول الفكرة الفيكتورية «للحداثة» بشكل غير مشروط على أنها شيء جيد.